# Nacionalni park Tumukumaki
Nacionalni park Tumukumaki planine (port. Parque Nacional Montanhas do Tumucumaque) nalazi se u amazonskoj kišnoj šumi u brazilskim državama Amapa i Para. Na severu se graniči sa Francuskom Gvajanom i Surinamom.

## Istorija
Tumukumaki je proglašen nacionalnim parkom 23. avgusta 2002, od strane vlade Brazila, nakon saradnje sa WWF-om. On je deo koridora biodiverziteta Amapa, stvorenog 2003. Jedinicu za očuvanje podržava Program zaštićenih područja Amazonije. Njegov plan upravljanja objavljen je 10. marta 2010.

## Geografija
Nationalni park Tumukumaki planine ima površinu veću od 38.800 km2 (14.980 sq mi), što ga čini najvećim svetskim nacionalnim parkom tropskih šuma i većim od Belgije. Ovo područje dostiže čak 59.000 km2 (22.780 sq mi) ako se uključi granični Gvajanski amazonski park, nacionalni park u Francuskoj Gvajani. Ova kombinacija zaštićenih područja je manja od sistema tri nacionalna parka na brazilsko-venecuelanskoj granici, gde nacionalni parkovi Parima-Tapirapeko, Seranija de la Neblina i Piko da Neblina imaju zajedničku površinu od preko 73.000 km2 (28.190 sq mi).
Ali ovo drugo je manje ako se Nacionalni park planine Tumukumaki (Brazil) i susedni park Gvajanske Amazonije (Francuska) kombinuju sa velikim susednim zaštićenim područjima na severu Para u Brazilu, poput ekološke stanice Grao-Para, biološkog rezervata Majkuru biološkog rezervata i mnogih drugih. Ovo čini Gvajanski štit jednim od najbolje zaštićenih i najvećih ekoloških koridora tropskih kišnih šuma na svetu. To je nenaseljeno područje i ima visoku ekološku vrednost. Većina njegovih životinjskih vrsta, uglavnom ribe i vodene ptice, nisu prisutne ni na jednom drugom mestu na svetu. To je takođe stanište jaguara, primata, vodenih kornjača i harpijskih orlova.
Tamo se nalazi najviša tačka brazilske države Amapa, koja dostiže 701 metar.

### Klima
Klima je tropsko monsunska (Kepen: Am), uobičajena u oblastima severnog Brazila u prelazu sa bioma u šumu Amazona. Park ima prosečnu temperaturu od 25 °C (77 °F) i akumulaciju kiše u rasponu od 2.000 (7,87 in) do 3.250 mm (127,95 in) godišnje.
| Klima Nacionalnog parka Tumukumaki planine (granica sa Surinamom), elevacija: 325 m (1.066 ft), 1961—1990 normale i ekstremi | Klima Nacionalnog parka Tumukumaki planine (granica sa Surinamom), elevacija: 325 m (1.066 ft), 1961—1990 normale i ekstremi | Klima Nacionalnog parka Tumukumaki planine (granica sa Surinamom), elevacija: 325 m (1.066 ft), 1961—1990 normale i ekstremi | Klima Nacionalnog parka Tumukumaki planine (granica sa Surinamom), elevacija: 325 m (1.066 ft), 1961—1990 normale i ekstremi | Klima Nacionalnog parka Tumukumaki planine (granica sa Surinamom), elevacija: 325 m (1.066 ft), 1961—1990 normale i ekstremi | Klima Nacionalnog parka Tumukumaki planine (granica sa Surinamom), elevacija: 325 m (1.066 ft), 1961—1990 normale i ekstremi | Klima Nacionalnog parka Tumukumaki planine (granica sa Surinamom), elevacija: 325 m (1.066 ft), 1961—1990 normale i ekstremi | Klima Nacionalnog parka Tumukumaki planine (granica sa Surinamom), elevacija: 325 m (1.066 ft), 1961—1990 normale i ekstremi | Klima Nacionalnog parka Tumukumaki planine (granica sa Surinamom), elevacija: 325 m (1.066 ft), 1961—1990 normale i ekstremi | Klima Nacionalnog parka Tumukumaki planine (granica sa Surinamom), elevacija: 325 m (1.066 ft), 1961—1990 normale i ekstremi | Klima Nacionalnog parka Tumukumaki planine (granica sa Surinamom), elevacija: 325 m (1.066 ft), 1961—1990 normale i ekstremi | Klima Nacionalnog parka Tumukumaki planine (granica sa Surinamom), elevacija: 325 m (1.066 ft), 1961—1990 normale i ekstremi | Klima Nacionalnog parka Tumukumaki planine (granica sa Surinamom), elevacija: 325 m (1.066 ft), 1961—1990 normale i ekstremi | Klima Nacionalnog parka Tumukumaki planine (granica sa Surinamom), elevacija: 325 m (1.066 ft), 1961—1990 normale i ekstremi |
| Pokazatelj \ Mesec | .Jan. | .Feb. | .Mar. | .Apr. | .Maj. | .Jun. | .Jul. | .Avg. | .Sep. | .Okt. | .Nov. | .Dec. | .God. |
| --- | --- | --- | --- | --- | --- | --- | --- | --- | --- | --- | --- | --- | --- |
| Maksimum, °C (°F) | 29,0 (84,2) | 28,8 (83,8) | 29,2 (84,6) | 29,4 (84,9) | 29,5 (85,1) | 29,6 (85,3) | 29,9 (85,8) | 30,8 (87,4) | 31,7 (89,1) | 32,2 (90) | 31,6 (88,9) | 30,3 (86,5) | 30,17 (86,3) |
| Prosek, °C (°F) | 24,2 (75,6) | 24,1 (75,4) | 24,3 (75,7) | 24,5 (76,1) | 24,5 (76,1) | 24,4 (75,9) | 24,4 (75,9) | 24,7 (76,5) | 25,2 (77,4) | 25,8 (78,4) | 25,7 (78,3) | 25,0 (77) | 24,73 (76,52) |
| Minimum, °C (°F) | 20,7 (69,3) | 20,8 (69,4) | 21,0 (69,8) | 21,4 (70,5) | 21,3 (70,3) | 21,0 (69,8) | 20,7 (69,3) | 20,6 (69,1) | 20,4 (68,7) | 20,9 (69,6) | 21,0 (69,8) | 21,0 (69,8) | 20,9 (69,62) |
| Količina padavina, mm (in)                                                                                                   | 111,2 (4,378) | 116,3 (4,579) | 168,1 (6,618) | 226,7 (8,925) | 348,5 (13,72) | 231,1 (9,098) | 189,4 (7,457) | 105,8 (4,165) | 76,9 (3,028) | 38,4 (1,512) | 43,8 (1,724) | 75,9 (2,988) | 1.732,1 (68,192) |
| Relativna vlažnost, % | 84,0 | 84,0 | 85,0 | 85,0 | 87,0 | 85,0 | 85,0 | 82,0 | 76,0 | 74,0 | 75,0 | 79,0 | 81,8 |
| Sunčani sati — mesečni prosek                                                                                                | 121,7 | 109,6 | 112,0 | 104,0 | 129,7 | 165,8 | 171,5 | 207,3 | 218,9 | 220,4 | 199,4 | 163,8 | 1.924,1 |
| Izvor: NOAA | | | | | | | | | | | | | |

## Turizam
Turizam u parku odvija se u dva različita sektora: sektor Amapari i sektor Ojapoki.
U sektoru Amapari, parku se pristupa iz grada Sera do Navio (najčešće) ili preko zajednice u Pedra Branka do Amapari (obično leti). Putovanje se provodi rekom Amapari, koristeći aluminijumske čamce (90 km od Sera do Navio) do seoske baze parka, gde je moguće boraviti u kampu prilagođenom amazonskim uslovima (viseće mreže) i obavljati aktivnosti poput dugih hodova trim stazama, kupanja u rekama i posmatranja životinja i biljaka.
U Sektoru Ojapoki se može kampovati u mestu Kahoeira do Anotaje, koje se nalazi na reci Anotaje, pritoci reke Ojapok. Vodopad je udaljen 40 km od grada Ojapok, i do njega se stiže koristeći aluminijumske čamce. Takođe postoji mogućnost posetite Vila Brasilu, zajednici koja se nalazi na desnoj obali reke Ojapok i locirana je ispred francusko-gvajanske autohtone zajednice Kamopi. Na ovom mestu se nalaze mali hoteli i moguće je razumeti njegov socio-kulturni kontekst, gde stanovnici, uglavnom trgovci, pružaju usluge starosedelačkim stanovnicima okolnog područja.

## Nasleđe
Mozila fajerfoks je kodno nazvao beta verziju Fajerfoksa 4 Tumukumaki.

## Literatura
- Corredor de Biodiversidade do Amapá Biodiversity Corridor (PDF), Belém: CI-Brasil, Governo do Amapá, Fundação Lee & Gund, 2007, Приступљено 2016-11-05
- Full list: PAs supported by ARPA, ARPA, Приступљено 2016-08-07
- Bunker, S.G (1985). Underdeveloping the Amazon: Extraction, Unequal Exchange, and the Failure of the Modern State. University of Illinois Press.
- Cleary, David (2000). „Towards an Environmental History of the Amazon: From Pre-history to the Nineteenth Century”. Latin American Research Review. 36 (2): 64—96. PMID 18524060.
- Dean, Warren (1976). Rio Claro: A Brazilian Plantation System, 1820—1920. Stanford University Press..
- Dean, Warren (1997). Brazil and the Struggle for Rubber: A Study in Environmental History. Cambridge University Press..
- Hecht, Susanna and Alexander Cockburn (1990). The Fate of the Forest: Developers, Destroyers, and Defenders of the Amazon. New York: Harper Perennial..
- Hochstetler, K. and M. Keck (2007). Greening Brazil: Environmental Activism in State and Society. Duke University Press.
- Revkin, A (1990). The Burning Season: The Murder of Chico Mendes and the Fight for the Amazon Rain Forest. Houghton Mifflin..
- Wade, Lizzie (2015). „Drones and satellites spot lost civilizations in unlikely places”. Science News. doi:10.1126/science.aaa7864 .
- Weinstein, Barbara (1983). The Amazon Rubber Boom 1850—1920. Stanford University Press..
- Sheil, D.; Wunder, S. (2002). „The value of tropical forest to local communities: complications, caveats, and cautions” (PDF). Conservation Ecology. 6 (2): 9. doi:10.5751/ES-00458-060209. hdl:10535/2768.
- Taylor, Isaac (1898). Names and Their Histories: A Handbook of Historical Geography and Topographical Nomenclature. London: Rivingtons. ISBN 978-0-559-29668-0. Приступљено 12. 10. 2008.
- Coca-Castro, Alejandro; Reymondin, Louis; Bellfield, Helen; Hyman, Glenn (јануар 2013), Land use Status and Trends in Amazonia (PDF), Amazonia Security Agenda Project, Архивирано из оригинала (PDF) 19. 3. 2016. г., Приступљено 25. 8. 2019
- Morley, Robert J. (2000). Origin and Evolution of Tropical Rain Forests. Wiley. ISBN 978-0-471-98326-2.
- Burnham, Robyn J.; Johnson, Kirk R. (2004). „South American palaeobotany and the origins of neotropical rainforests”. Philosophical Transactions of the Royal Society. 359 (1450): 1595—1610. PMC 1693437 . PMID 15519975. doi:10.1098/rstb.2004.1531.
- Maslin, Mark; Malhi, Yadvinder; Phillips, Oliver; Cowling, Sharon (2005). „New views on an old forest: assessing the longevity, resilience and future of the Amazon rainforest” (PDF). Transactions of the Institute of British Geographers. 30 (4): 477—499. doi:10.1111/j.1475-5661.2005.00181.x. Архивирано из оригинала (PDF) 1. 10. 2008. г. Приступљено 25. 9. 2008.
- Malhi, Yadvinder; Phillips, Oliver (2005). Tropical Forests & Global Atmospheric Change. Oxford University Press. ISBN 978-0-19-856706-6.
- Costa, João Batista Sena; Bemerguy, Ruth Léa; Hasui, Yociteru; Borges, Maurício da Silva (2001). „Tectonics and paleogeography along the Amazon river”. Journal of South American Earth Sciences. 14 (4): 335—347. Bibcode:2001JSAES..14..335C. doi:10.1016/S0895-9811(01)00025-6.
- Milani, Edison José; Zalán, Pedro Victor (1999). „An outline of the geology and petroleum systems of the Paleozoic interior basins of South America” (PDF). Episodes. 22 (3): 199—205. doi:10.18814/epiiugs/1999/v22i3/007. Архивирано из оригинала (PDF) 1. 10. 2008. г. Приступљено 25. 9. 2008.
- Colinvaux, Paul A.; Oliveira, Paulo E. De (2000). „Palaeoecology and climate of the Amazon basin during the last glacial cycle”. Journal of Quaternary Science. 15 (4): 347—356. Bibcode:2000JQS....15..347C. doi:10.1002/1099-1417(200005)15:4<347::AID-JQS537>3.0.CO;2-A.
- Van Der Hammen, Thomas; Hooghiemstra, Henry (2000). „Neogene and Quaternary history of vegetation, climate, and plant diversity in Amazonia”. Quaternary Science Reviews. 19 (8): 725. Bibcode:2000QSRv...19..725V. CiteSeerX 10.1.1.536.519 . doi:10.1016/S0277-3791(99)00024-4.
- Colinvaux, P.A.; De Oliveira, P.E.; Bush, M.B. (јануар 2000). „Amazonian and neotropical plant communities on glacial time-scales: The failure of the aridity and refuge hypotheses”. Quaternary Science Reviews. 19 (1–5): 141—169. Bibcode:2000QSRv...19..141C. doi:10.1016/S0277-3791(99)00059-1.